# Paul-Louis Carrière
Paul-Louis Carrière (ur. 30 marca 1908 w Châlons-en-Champagne, zm. 21 lutego 2008 w Châlons-en-Champagne), francuski duchowny katolicki, biskup.
Święcenia kapłańskie przyjął 8 lipca 1931. W listopadzie 1968 został mianowany biskupem-koadiutorem Laval, z biskupią stolicą tytularną Labicum; sakry udzielił mu 11 stycznia 1969 René-Joseph Piérard, biskup jego rodzinnej diecezji Châlons. W grudniu 1969 po rezygnacji poprzedniego biskupa Laval Charlesa Guilhema Carrière został nowym zwierzchnikiem diecezji.
Po osiągnięciu wieku emerytalnego (75 lat) w marcu 1984 złożył rezygnację z rządów diecezją Laval. Jego następcą papież mianował Louisa-Marie Billé (późniejszego kardynała); odchodzący biskup Carrière był jednym ze współkonsekratorów swojego następcy. W lipcu 2001 obchodził jubileusz 70-lecia święceń kapłańskich.
Zmarł w lutym 2008; w chwili śmierci, w wieku niespełna 100 lat (bez miesiąca).